# Champagné-le-Sec
Pour les articles homonymes, voir Champagné (homonymie).
Champagné-le-Sec est une commune du Centre-Ouest de la France, située dans le département de la Vienne en région Nouvelle-Aquitaine.
Ses habitants sont appelés les Champenois.

## Géographie

### Localisation
Le village est situé à deux kilomètres au nord de Chaunay

### Communes limitrophes
| Chaunay |                  |                                             |
|         | Champagné-le-Sec | Blanzay                                     |
|         | Linazay          | Saint-Pierre-d'Exideuil (en un quadripoint) |

### Géologie et relief
La région de Champagné-le-Sec présente un paysage de plaines vallonnées plus ou moins boisées. Le terroir se compose :
- pour 20 % de Terres Rouges peu profondes (ce sont des sols acajou, siliceux, dérivés d’argiles ferrugineuses à silex provenant d’épandages superficiels du Massif Central) sur les plateaux,
- pour 80 % de groie moyenne de la Saintonge boisée et de groies profondes dans les plaines. Les groies sont des terres du sud-ouest de la France, argilo-calcaires, peu profondes  - en général de moins de 50 cm d’épaisseur – et  plus ou moins riches en cailloux. Elles sont fertiles et saines et donc, propices à la polyculture céréalière.

En 2006, 80,6 % de la superficie de la commune était occupée par l'agriculture, 15,9 % par des forêts et des milieux semi-naturels et 3,7 % par des zones construites et aménagées par l'homme (voirie). La présence de milieux naturels et semi-naturels riches et diversifiés sur le territoire communal permet d’offrir des conditions favorables à l’accueil de nombreuses espèces pour l'accomplissement de leur cycle vital (reproduction, alimentation, déplacement, refuge). Forêts, landes, prairies et pelouses, cours d’eau et zones humides … constituent ainsi des cœurs de biodiversité et/ou de véritables corridors biologiques.

### Climat
Pour des articles plus généraux, voir Climat de la Nouvelle-Aquitaine et Climat de la Vienne.
Historiquement, la commune est exposée à un climat océanique du nord-ouest.  
En 2020, Météo-France publie une typologie des climats de la France métropolitaine dans laquelle la commune est exposée à un climat océanique altéré et est dans la région climatique  Poitou-Charentes, caractérisée par un bon ensoleillement, particulièrement en été et des vents modérés.
Pour la période 1971-2000, la température annuelle moyenne est de 11,8 °C, avec une amplitude thermique annuelle de 15 °C. Le cumul annuel moyen de précipitations est de 872 mm, avec 11,5 jours de précipitations en janvier et 7,1 jours en juillet. Pour la période 1991-2020, la température moyenne annuelle observée sur la station météorologique la plus proche, située sur la commune de Brux à 4,94 km à vol d'oiseau, est de 12,6 °C et le cumul annuel moyen de précipitations est de 765,0 mm,. Pour l'avenir, les paramètres climatiques de la commune estimés pour 2050 selon différents scénarios d’émission de gaz à effet de serre sont consultables sur un site dédié publié par Météo-France en novembre 2022.

### Voies de communications et transports
Les gares et les haltes ferroviaires proches de la commune :
- la halte d'Épanvilliers à 4,9 km ;
- la gare de Saint-Saviol à 5 km ;
- la halte ferroviaire d'Anché-Voulon à 16,4 km ;
- la gare de Ruffec à 18,1 km ;
- la halte de Vivonne à 26,8 km.

Les aéroports les plus proches de Champagné-le-Sec sont :
- l'aéroport international Angoulême-Cognac à 51 km ;
- l'aéroport de Poitiers-Biard à 45 km ;
- l'aérodrome de Niort - Souché à 48 km.

## Urbanisme

### Typologie
Au 1er janvier 2024, Champagné-le-Sec est catégorisée commune rurale à habitat dispersé, selon la nouvelle grille communale de densité à sept niveaux définie par l'Insee en 2022.
Elle est située hors unité urbaine et hors attraction des villes,.

### Occupation des sols
L'occupation des sols de la commune, telle qu'elle ressort de la base de données européenne d’occupation biophysique des sols Corine Land Cover (CLC), est marquée par l'importance des territoires agricoles (80,4 % en 2018), une proportion identique à celle de 1990 (80,4 %). La répartition détaillée en 2018 est la suivante : 
terres arables (65 %), forêts (15,8 %), zones agricoles hétérogènes (15,5 %), zones urbanisées (3,7 %). L'évolution de l’occupation des sols de la commune et de ses infrastructures peut être observée sur les différentes représentations cartographiques du territoire : la carte de Cassini (XVIIIe siècle), la carte d'état-major (1820-1866) et les cartes ou photos aériennes de l'IGN pour la période actuelle (1950 à aujourd'hui).

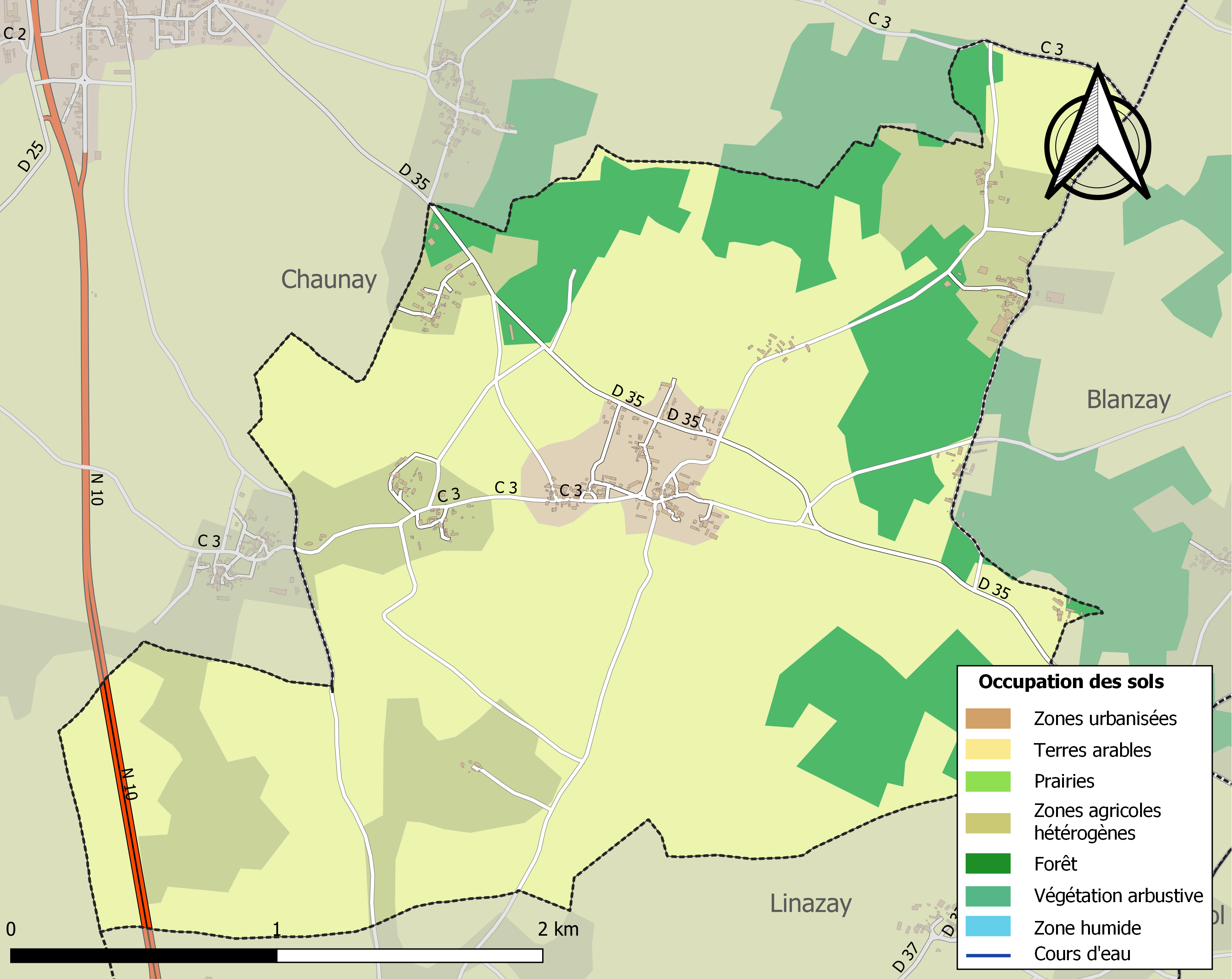
Carte des infrastructures et de l'occupation des sols de la commune en 2018 (CLC).

### Risques majeurs
Le territoire de la commune de Champagné-le-Sec est vulnérable à différents aléas naturels : météorologiques (tempête, orage, neige, grand froid, canicule ou sécheresse), mouvements de terrains et séisme (sismicité modérée). Il est également exposé à un risque technologique,  le transport de matières dangereuses. Un site publié par le BRGM permet d'évaluer simplement et rapidement les risques d'un bien localisé soit par son adresse soit par le numéro de sa parcelle.

#### Risques naturels

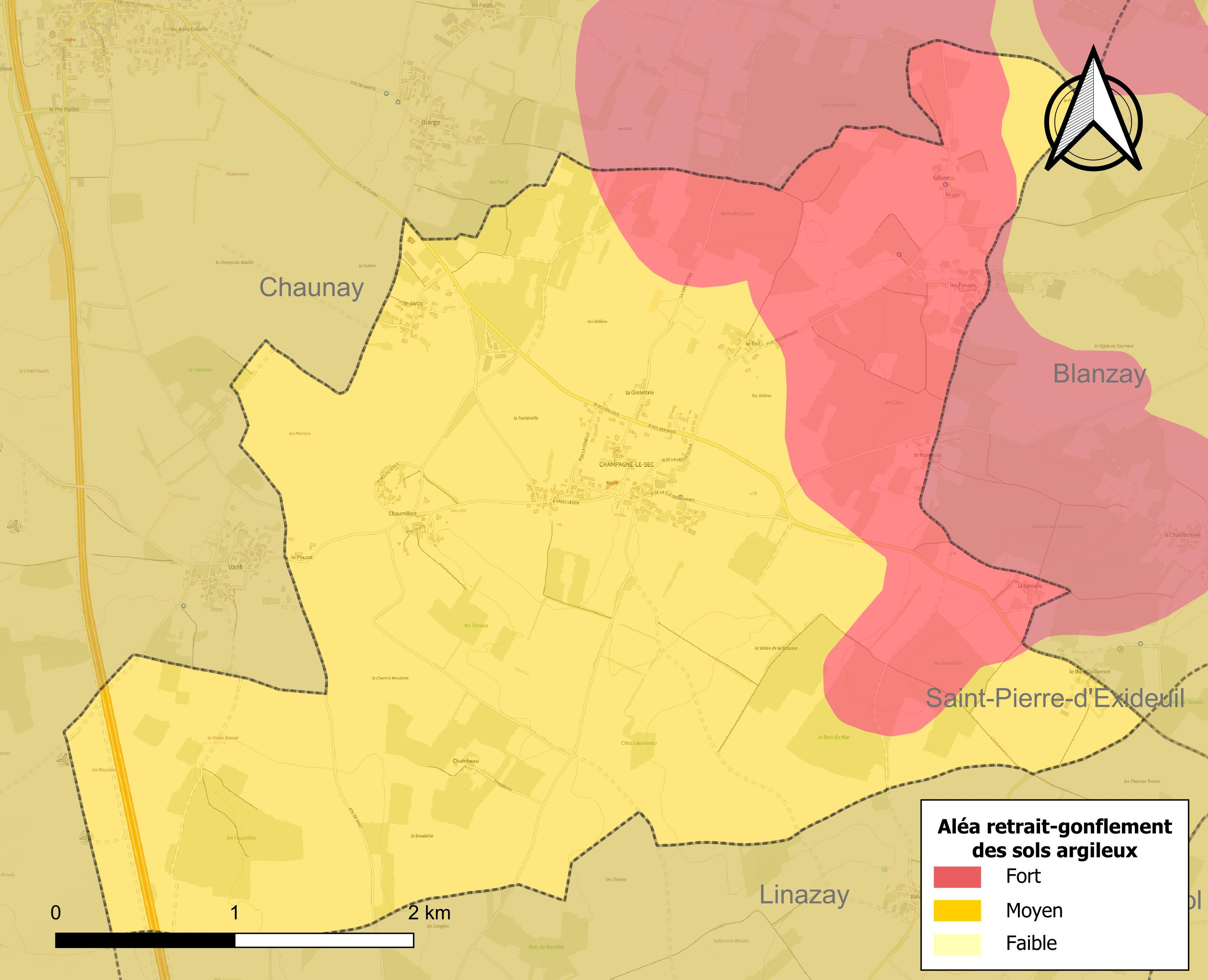
Carte des zones d'aléa retrait-gonflement des sols argileux de Champagné-le-Sec.

Les mouvements de terrains susceptibles de se produire sur la commune sont des tassements différentiels. Le retrait-gonflement des sols argileux est susceptible d'engendrer des dommages importants aux bâtiments en cas d’alternance de périodes de sécheresse et de pluie. La totalité de la commune est en aléa moyen ou fort (79,5 % au niveau départemental et 48,5 % au niveau national). Depuis le 1er octobre 2020, en application de la loi ÉLAN, différentes contraintes s'imposent aux vendeurs, maîtres d'ouvrages ou constructeurs de biens situés dans une zone classée en aléa moyen ou fort,.
La commune a été reconnue en état de catastrophe naturelle au titre des dommages causés par les inondations et coulées de boue survenues en 1982, 1999 et 2010 et par des mouvements de terrain en 1999 et 2010.

## Toponymie
Le nom du village proviendrait de l'appellation latine Terra Campaniacus, du nom des parents de saint Junien. Cet anthroponyme gallo-romain avec le suffixe latin de propriété -acum  signifiant «domaine de" est devenu avec le temps  « -ec » puis « -é ». Le suffixe "Le Sec" qualifie l'absence d'eau sur le territoire de la commune. Il n'y a pas, en effet, de fontaines, de sources ou de rivières.

## Politique et administration

### Intercommunalité
Depuis 2015, Champagné-le-Sec est dans le canton de Civray (no 6) du département de la Vienne. Avant la réforme des départements, Champagné-le-Sec était dans le canton no 5 de Civray dans la 3e circonscription.

### Liste des maires
| Période                                  | Période  | Identité          | Étiquette | Qualité |
| ---------------------------------------- | -------- | ----------------- | --------- | ------- |
| Les données manquantes sont à compléter. |          |                   |           |         |
| mars 2001                                | 2014     | Hubert Massonneau |           |         |
| 2014                                     | En cours | Jean Rocher       |           |         |

### Instances judiciaires et administratives
La commune relève du tribunal d'instance de Poitiers, du tribunal de grande instance de Poitiers, de la cour d'appel  Poitiers, du tribunal pour enfants de Poitiers, du conseil de prud'hommes de Poitiers, du tribunal de commerce de Poitiers, du tribunal administratif de Poitiers et de la cour administrative d'appel  de  Bordeaux, du tribunal des pensions de Poitiers, du tribunal des affaires de la Sécurité sociale de la Vienne, de la cour d’assises de la Vienne.

## Démographie
L'évolution du nombre d'habitants est connue à travers les recensements de la population effectués dans la commune depuis 1793. Pour les communes de moins de 10 000 habitants, une enquête de recensement portant sur toute la population est réalisée tous les cinq ans, les populations de référence des années intermédiaires étant quant à elles estimées par interpolation ou extrapolation. Pour la commune, le premier recensement exhaustif entrant dans le cadre du nouveau dispositif a été réalisé en 2006.

En 2022, la commune comptait 213 habitants, en évolution de +4,93 % par rapport à 2016 (Vienne : +0,6 %, France hors Mayotte : +2,11 %).
| 1793 | 1800 | 1806 | 1821 | 1831 | 1836 | 1841 | 1846 | 1851 |
| ---- | ---- | ---- | ---- | ---- | ---- | ---- | ---- | ---- |
| 455  | 386  | 546  | 517  | 525  | 538  | 538  | 554  | 550  |

| 1856 | 1861 | 1866 | 1872 | 1876 | 1881 | 1886 | 1891 | 1896 |
| ---- | ---- | ---- | ---- | ---- | ---- | ---- | ---- | ---- |
| 510  | 504  | 508  | 472  | 475  | 447  | 426  | 382  | 389  |

| 1901 | 1906 | 1911 | 1921 | 1926 | 1931 | 1936 | 1946 | 1954 |
| ---- | ---- | ---- | ---- | ---- | ---- | ---- | ---- | ---- |
| 380  | 348  | 381  | 319  | 307  | 303  | 329  | 330  | 289  |

| 1962 | 1968 | 1975 | 1982 | 1990 | 1999 | 2006 | 2011 | 2016 |
| ---- | ---- | ---- | ---- | ---- | ---- | ---- | ---- | ---- |
| 315  | 284  | 226  | 228  | 208  | 201  | 204  | 221  | 203  |

| 2021 | 2022 | - | - | - | - | - | - | - |
| ---- | ---- | - | - | - | - | - | - | - |
| 208  | 213  | - | - | - | - | - | - | - |

En 2008, la densité de population de la commune était de 26 hab./km2, 61 hab./km2 pour le département, 68 hab./km2 pour la région Poitou-Charentes et 115 hab./km2 pour la France.
Champagné-le-Sec a connu une hausse de 10,5 % de sa population de 1999 à 2006.
Les dernières statistiques démographiques pour la commune ont été fixées en 2009 et publiées en 2012. Il ressort que la mairie de Champagné-le-Sec administre une population totale de 214 personnes. À cela il faut soustraire les résidences secondaires (1 personne) pour constater que la population permanente sur le territoire de la commune est de 213 habitants.
La répartition de la population par sexe est la suivante :
- en 1999: 49,5% d'hommes et 50,5% de femmes.
- en 2006: 52,5% d'hommes et 47,5% de femmes.
- en 2010: 57,7 % d'hommes pour 42,3 % de femmes.

En 2006 :
- Le nombre de célibataires était de : 21,5 % dans la population.
- Les couples mariés représentaient 65,7 % de la population et les divorcés 4,7 %.
- Le nombre de veuves et veufs était de 8,1 %.

## Économie

### Agriculture
Selon la direction régionale de l'Alimentation, de l'Agriculture et de la Forêt de Poitou-Charentes, il n'y a plus que 12 exploitations agricoles en 2010 contre 16 en 2000.
Les surfaces agricoles utilisées ont légèrement augmenté et sont passées de 1 154 hectares en 2000 à 1 212 hectares en 2010.
65 % des surfaces agricoles sont destinées à la culture des céréales (blé tendre, orges et maïs), 21 % pour les oléagineux (colza et tournesol) et 8 % pour le fourrage.
Les élevages de chèvres (428 têtes en 2000) et de bovins (257 têtes en 2000) ont disparu en 2010.
La transformation de la production agricole est de qualité et permet aux exploitants d’avoir droit, sous conditions, aux appellations et labels suivants :
- Chabichou du Poitou (AOC)
- Beurre Charente-Poitou (AOC)
- Beurre des Charente (AOC)
- Beurre des Deux-Sèvres (AOC)
- Veau du Limousin (IGP)
- Agneau du Poitou-Charentes (IGP)
- Porc du Limousin (IGP)
- Jambon de Bayonne (IGP)

### Activité et emploi
Le taux d'activité était de 66,4 % en 2006 et 63,1 % en 1999.
Le taux de chômage en 2006 était de 7,2 % et en 1999 il était de 16,9 %.
Les retraités et les pré-retraités représentaient 37,3 % de la population en 2006 et 25,5 % en 1999.

## Culture locale et patrimoine

### Lieux et monuments
Église Saint-Léger de Champagné-le-Sec. Elle est de style roman. Elle date du XIIe siècle. Elle a une curieuse couverture en pierres plates et une belle ornementation. Une corniche ornée entoure l'abside et le chevet. Le clocher en pierre s'élève à la jonction du chœur et de la nef. Elle possède de belles peintures du XIIIe, XVe et XVIe siècles. Elles ont été restaurées entre 2000 et 2004. Elle est classée comme monument historique depuis 1985. La place devant l'église occupe l'emplacement de l'ancien cimetière. Elle est plantée de six tilleuls. Elle est limitée par un mur surmonté de pierres tombales des XVIIe et XVIIIe siècles. Deux tombes sont disposées le long de l'allée qui conduit à la porte de l'église.

### Personnalités liées à la commune
- Saint Junien y est né. Fils de noble, il vit en ermite à Chaunay avant de recevoir une terre de la part du roi Clotaire, époux de Radegonde (devenue ultérieurement une sainte). Sur cette terre, il bâtit un monastère sur le lieu dénommé de nos jours Mairé-l'Escaut où il est enterré le 13 août 587. Ses restes furent ensuite translatés à l'abbaye Saint-Junien de Nouaillé-Maupertuis.
- Roger Auvin (1908-2019), doyen des Français, y est né